# パイプのけむり
『パイプのけむり』は、作曲家の團伊玖磨によるエッセイである。週刊誌『アサヒグラフ』（朝日新聞社）で、1964年から1000回以上にわたって連載された。当初は3か月だけの契約だったが、好評につき延長され、2000年に同誌が休刊するまで続く長期連載となった。また、計27巻の単行本にまとめられ、1965年から2000年にかけて刊行された。『パイプのけむり』『続パイプのけむり』で第19回読売文学賞（随筆・紀行）を受賞している。
エッセイを原作とするテレビドラマと出演者たちの対談から構成される、テレビ番組『パイプのけむり』も1976年に朝日放送制作で、NET系列局にて放送された（1976年7月3日 - 同年12月25日）。

## 単行本
1. パイプのけむり
2. 続パイプのけむり
3. 続々パイプのけむり
4. 又パイプのけむり
5. 又々パイプのけむり
6. まだパイプのけむり
7. まだまだパイプのけむり
8. も一つパイプのけむり
9. なおパイプのけむり
10. なおなおパイプのけむり
11. 重ねてパイプのけむり
12. 重ね重ねパイプのけむり
13. なおかつパイプのけむり
14. またしてパイプのけむり
15. さてパイプのけむり
16. さてさてパイプのけむり
17. ひねもすパイプのけむり
18. よもすがらパイプのけむり
19. 明けてもパイプのけむり
20. 暮れてもパイプのけむり
21. 晴れてもパイプのけむり
22. 降ってもパイプのけむり
23. さわやかパイプのけむり
24. じわじわパイプのけむり
25. どっこいパイプのけむり
26. しっとりパイプのけむり
27. さよならパイプのけむり

## 参考
- https://www.fukkan.com/fk/VoteDetail?no=25548
- http://www.tvdrama-db.com/drama_info/p/id-15356